# 吉川なよ子
吉川 なよ子(よしかわ なよこ、1949年2月18日 - )は、北海道札幌市出身の女子プロゴルフ選手。生涯獲得賞金7位(2009年シーズン終了現在 683,002,344円)。日本ブラインドゴルフ振興協会所属。

## プロフィール
- 身長：159 cm
- 体重：54 kg
- 血液型：A型
- ゴルフ歴：1969年 皇子山CC
- LPGA入会：1973年4月1日(10期生)
- ホールインワン：8回

## 概要
- 1961年、釧路市内の中学を卒業後、地元で就職。
- 1969年、滋賀県のゴルフ場のキャディに転職したことから、自らもゴルフを始める。
- 1972年、プロテスト合格。
- 1979年、日本女子プロ東西対抗戦で初優勝。
- 1988年、賞金女王獲得(獲得賞金 61,462,665円)
- 1995年、再春館レディース優勝でツアー通算29勝目をあげるものの、以後病気闘病などもあり現在までツアー優勝がなく、永久シード権獲得(通算30勝)までには至っていない。
- 1999年、自らの半生を綴った著書「風はアゲンスト」発売。
- 2005年、シニアツアーに出場する機会が増え、ジュニアゴルフや、ブラインドゴルフ(視覚障害者のためのゴルフ)でのボランティア活動に力を入れている。
- 2018年、日本プロゴルフ殿堂から女子プレーヤー部門で顕彰された[1]。

## 出版物
- 1986年3月、吉川なよ子のときめきレッスン(吉川なよ子、高橋わたる、神野宏)(白泉社)
- 1987年4月、吉川なよ子の女子ゴルフ教室〈1〉スイング作り&ドライバー編(高橋書店)
- 1987年4月、吉川なよ子の女子ゴルフ教室〈2〉フェアウェイウッド&アイアン編(高橋書店)
- 1987年4月、吉川なよ子の女子ゴルフ教室〈3〉アプローチ&パッティング編(高橋書店)
- 1992年8月、吉川なよ子のビューティフルゴルフ(ほしのちあき)(日本文芸社)
- 1999年11月、風はアゲンスト(毎日新聞社)